# Световно първенство по судоку
Световното първенство по судоку (на английски: World Sudoku Championship) е ежегодно международно състезание по судоку. Организира се от Световната федерация по пъзели.
Съставът на националните се определя от всяка национална федерация. Първото Световно първенство е организирано през 2006 г. в Лука, Италия. Състезанието протича в решаване над 50 вида судоку за определено време, разпределени в няколко кръга. Кръговете са индивидуални и отборни. Държави, които имат по-малко от четирима участници, се състезават в обединени отбори от по няколко държави.

## Резултати
От проведените 9 шампионата с най-много индивидуални победи са Томас Снайдер (д-р Судоку) от САЩ (2007, 2008, 2011 г.) и Ян Мрозовски (2009, 2010, 2012 г.). Отборно с най-много победи е Япония (2007, 2012, 2014, 2015 г.), следвана от Германия (2010, 2011 г.).
От 2011 г. Световното първенство по судоку се провежда заедно със Световното първенство по пъзели (главоблъсканици). Последното първенство се провежда в София от 11 до 18 октомври 2015 г.
| година | град-домакин | държава-домакин | индивидуално  | индивидуално   | индивидуално                     | отборно  | отборно  | отборно  |
| година | град-домакин | държава-домакин | злато         | сребро         | бронз                            | злато    | сребро   | бронз    |
| ------ | ------------ | --------------- | ------------- | -------------- | -------------------------------- | -------- | -------- | -------- |
| 2016   |              | Словакия        |               |                |                                  |          |          |          |
| 2015   | София        | България        | Кота Мориниши | Тиит Вунк      | Чехия Якуб Ондрушек              | Япония   | Китай    | Чехия    |
| 2014   | Лондон       | Великобритания  | Кота Мориниши | Тиит Вунк      | Bastien Vial-Jaime Якуб Ондрушек | Япония   | Германия | Китай    |
| 2013   | Пекин        | Китай           | Джин Це       | Кота Мориниши  | Якуб Ондрушек                    | Китай    | Чехия    | Япония   |
| 2012   | Кралевица    | Хърватия        | Ян Мрозовски  | Кота Мориниши  | Хидаки Джо                       | Япония   | Чехия    | Китай    |
| 2011   | Егер         | Унгария         | Томас Снайдер | Кота Мориниши  | Тиит Вунк                        | Германия | Чехия    | САЩ      |
| 2010   | Филаделфия   | САЩ             | Ян Мрозовски  | Якуб Ондрусек  | Хидаки Джо                       | Германия | Чехия    | Япония   |
| 2009   | Жилина       | Словакия        | Ян Мрозовски  | Бранко Черанич | Роберт Бабилон                   | Словакия | Чехия    | Сърбия   |
| 2008   | Гоа          | Индия           | Tомас Снайдер | Юхей Кусуи     | Якуб Ондрусек                    | Чехия    | Япония   | Германия |
| 2007   | Прага        | Чехия           | Томас Снайдер | Юхей Кусуи     | Петер Худак                      | Япония   | САЩ      | Чехия    |
| 2006   | Лука         | Италия          | Яна Тилова    | Томас Снайдер  | Вей-Хуа Хуанг                    | –        | –        | -        |

От 2013 г. започват да се раздават награди и за най-добрите участници под 18 и над 50 години.
| година | град-домакин | държава-домакин | под 18 години | под 18 години | под 18 години | над 50 години              | над 50 години | над 50 години    |
| година | град-домакин | държава-домакин | злато         | сребро        | бронз         | злато                      | сребро        | бронз            |
| ------ | ------------ | --------------- | ------------- | ------------- | ------------- | -------------------------- | ------------- | ---------------- |
| 2016   |              | Словакия        |               |               |               |                            |               |                  |
| 2015   | София        | България        | Черан Сън     | Тантан Дай    | Нао Чен       | Дейвид МакНийл             | Марк Гудлайф  | Зоран Танасич    |
| 2014   | Лондон       | Великобритания  | Дай Тантан    | Джин Це       | Сун Черан     | Дейвид Макнийл             | Иржи Хрдина   | Стефано Форколин |
| 2013   | Пекин        | Китай           | Джин Це       | Сун Черан     | Ки Янже       | Henning Karlsgaard Poulsen | Лианг Юе      | Стефано Форколин |